# Louis Wolfe Gilbert
Louis Wolfe Gilbert (* 31. August 1886 in Odessa; † 13. Juli 1970 in Los Angeles) war ein US-amerikanischer Komponist russischer Herkunft, der im Alter von einem Jahr in die USA kam. 
Er schrieb 1927 den Text für den Walzer Ramona, mit dem als Foxtrott 1960 die Blue Diamonds einen großen Erfolg hatten.